# Cymbale crash
Pour les articles homonymes, voir Crash.

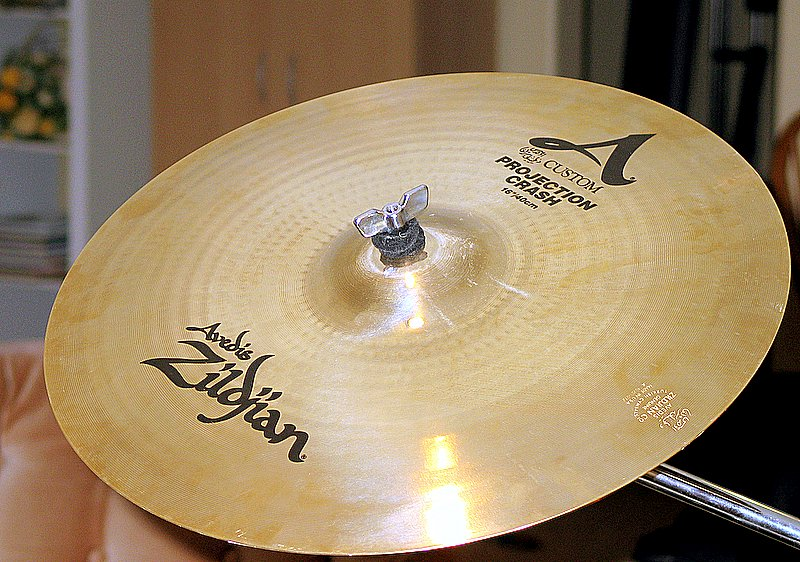
Cymbale crash fixée sur un ensemble de batterie.

La cymbale crash est une cymbale d'un diamètre variant de 35,5 à 61 cm (14 à 24 pouces).
Elle doit son nom à l'homophonie entre la prononciation anglaise de son nom et le son qu'elle projette : d'abord très puissant, intense, puis s'atténuant à une vitesse variant en fonction du métal ou de l'alliage dont est fait la cymbale.
Elle peut être montée sur une tige ou être suspendue et faire partie de la composition d'une batterie.
Dans les musiques populaires, elle est généralement utilisée pour marquer une variation dans la progression musicale ou accentuer certains temps forts.
Quand elles sont utilisées par paire et munies de poignées, ce sont des cymbales à main d'orchestre. Celles-ci sont utilisées pour être frappées l'une contre l'autre entre les mains.

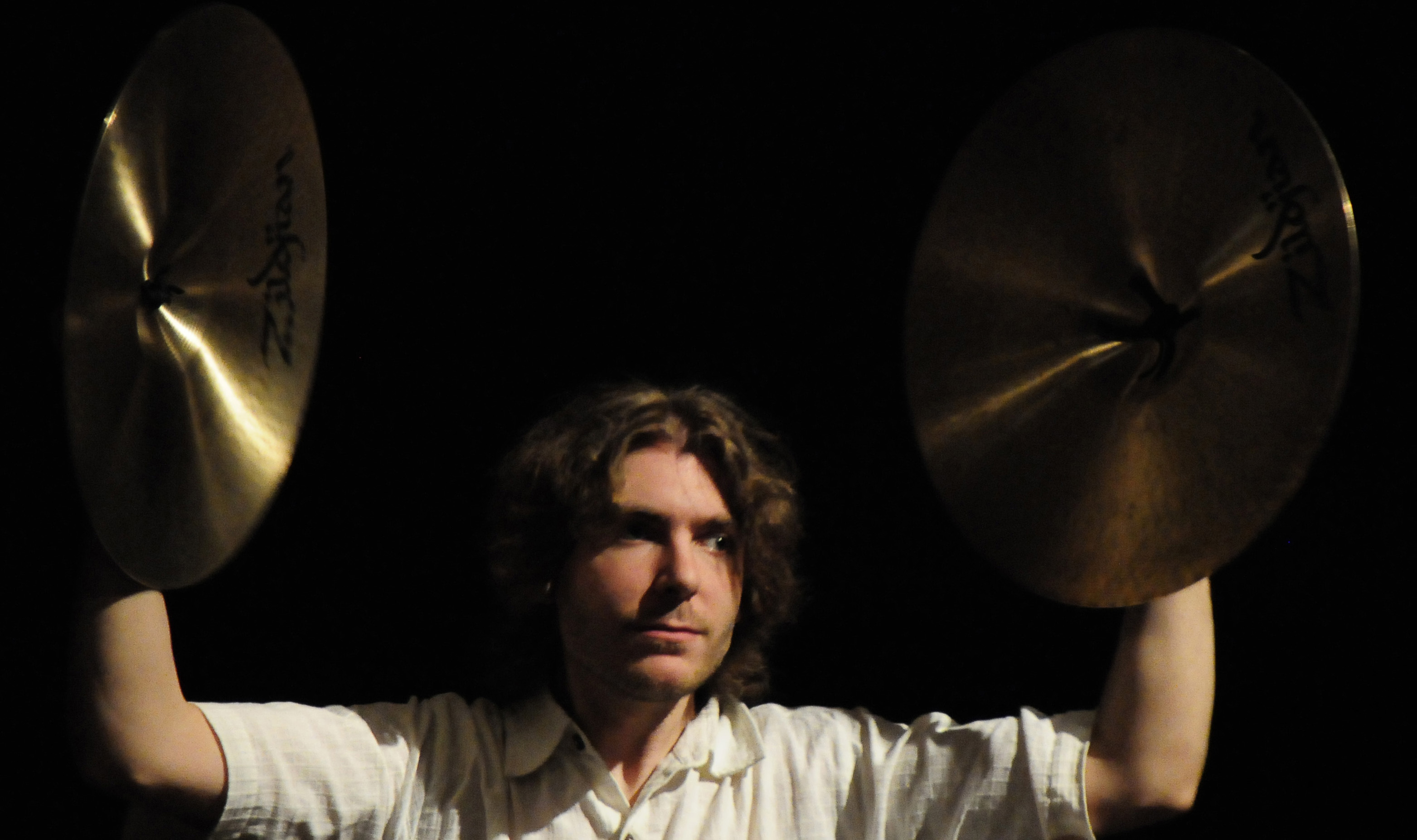
Cymbales à main d'orchestre.

## Noes et références
1. ↑  « Le guide ultime des 10 types de cymbales », sur le site www.latoiledesbatteurs.com, 19 septembre 2022.